# Iru
iRU (до 2002 года Genius iRU) — российская компания, занимающаяся разработкой и продажей компьютерной техники.

## История
История компании iRU берёт своё начало в 2000 году, когда корпорация NCA Group вывела на рынки России первые персональные компьютеры. До 2002 года компания выпускала компьютерную технику совместно с тайваньскими производителями и называлась Genius iRU. С 16 сентября 2001 по 20 октября 2002 года марка iRU являлась генеральным спонсором телевикторины «Своя игра», а лицом марки являлся телеведущий Пётр Кулешов.
С середины 2003 года марка iRU выпускала ноутбуки. В то же время производство компьютерной техники было сертифицировано в соответствии со стандартом ISO9001. Гарантия техники стала составлять 2 года (позднее — 3 года).
К началу 2004 года доля ноутбуков iRU на российском рынке возросла до 17,5%. Через 1,5 года было объявлено о прекращении производства ноутбуков iRU, так как корпорация NCA Group решила войти в состав дистрибьютора Merlion. В 2006 году было объявлено о возвращении компьютеров iRU в Россию.
Согласно официальному сайту, технологическими партнёрами iRU являются Intel, ViewSonic, Microsoft, Crucial, Novex, Supermicro, Seagate Technology, Western Digital, Toshiba, Gigabyte Technology, Asus, ASRock, MSI, AMD, ROS, Nvidia, Kingston Technology, Quarta Technologies и Hitachi. Сертифиционным партнёром является фирма «Навигатор». Компания сотрудничает с такими фирмами, как «Ашан», «Metro AG», «Мир» (до 2010 года), «М.Видео», «Техносила» (до 2017 года) и «Электрический мир».